# Paul-Loup
Cette page présente le prénom Paul-Loup ainsi que ses variantes.
Paul-Loup est un prénom masculin composé des prénoms Paul et Loup.
Il est notamment porté par :
- Paul-Loup Chatin (1991- ), pilote automobile français ;
- Paul-Loup de Salières de Fosseran (1682-1758), ecclésiastique français, évêque de Vaison-la-Romaine ;
- Paul-Loup Sulitzer (1946-2025), homme d'affaires et écrivain français.

- Pour l'ensemble des articles sur les personnes portant ce prénom, consulter :
  - la liste des articles dont le titre commence par ce prénom
  - les listes produites par Wikidata : Liste des personnes de prénom « Paul-Loup » — même liste en incluant les éventuels prénoms composés qui contiennent « Paul-Loup ».